# Petite rivière de la Loutre
Pour les articles homonymes, voir Rivière à la Loutre et Loutre (homonymie).
La Petite rivière de la Loutre est un cours d'eau de l'est de l'île d'Anticosti se jetant dans golfe du Saint-Laurent. Elle est située dans la municipalité de L'Île-d'Anticosti, dans la municipalité régionale de comté (MRC) de Minganie, dans la région administrative de la Côte-Nord, dans la province de Québec (Canada). Le cours de cette rivière délimite la partie Est du territoire de la SÉPAQ Anticosti et la zone d'exploitation forestière; les deux sections de territoire de la SÉPAQ Anticosti sont séparées par 82,9 km.
Une route forestière longe la vallée de cette rivière. 

## Toponymie
Le toponyme « Petite rivière de la Loutre » a été officialisé le 12 septembre 1974.

## Géographie
La Petite rivière de la Loutre coule entre la rivière aux Loups Marins (située à l'est) et le ruisseau Corbet (situé à l'ouest).
La Petite rivière de la Loutre tire sa source d'une zone humide (altitude: 72 m) situé dans la partie Est de l'île d'Anticosti. Cette source est située du côté sud-est du lac au Renard (plan d'eau de tête de la Rivière au Renard), soit à:
- 177,3 km à l'est du centre-ville du village de Port-Menier;
- 17,8 km au sud de la baie Prinsta, située sur la rive nord de l'île d'Anticosti;
- 13,1 km au nord de la rive sud de l'île d'Anticosti[3].

À partir de sa source, la Petite rivière de la Loutre coule sur 13,3 km vers le sud avec une dénivellation de 71 m, jusqu'à son embouchure où le courant contourne une petite île. Cette embouchure est située au fond d'une petite baie, entre la pointe aux Oies (située du côté Est) et la pointe de la Croix (située du côté Ouest).
La Petite rivière de la Loutre se déverse sur la rive sud de l'Île d'Anticosti, soit à 25,3 km au sud-ouest de la pointe de l'Est de l'île, et à 177,3 km à l'est de Port-Menier.